# 圣基里科-拉帕罗
圣基里科-拉帕罗（義大利語：San Chirico Raparo），是意大利波坦察省的一个市镇。总面积82平方公里，人口1190人，人口密度14.5人/平方公里（2009年）。ISTAT代码为076074。